# Dooley Wilson
Dooley Wilson, född Arthur Wilson 3 april 1886 i Tyler, Texas, död 30 maj 1953 i Los Angeles, Kalifornien, var en amerikansk sångare, musiker och skådespelare. Wilson känns främst igen som pianisten Sam i filmen Casablanca, där han i en av de mest kända scenerna spelar låten "As Time Goes By" för Ingrid Bergmans rollfigur Ilsa. Wilson framför även flera andra låtar som "It Had to Be You" och "Parlez-moi d'amour" i filmen. I verkligheten var Wilson trumslagare, och spelar således inte pianomusiken i filmen.

## Filmografi i urval
- 1942 – Casablanca
- 1942 – Ja, se fruntimmer!
- 1942 – Min favoritblondin
- 1942 – Natt i New Orleans
- 1943 – Säg det med musik
- 1943 – Stormy Weather
- 1949 – Nunnan och spelaren
- 1951 – Västerns desperados

## Diskografi i urval
Singlar
- 1946 – "As Time Goes By" / "Knock On Wood" (10", 78 rpm)
- 1977 – "As Time Goes By (Casablanca - Original Soundtrack Music)" (med Dick Powell)

Samlingsalbum
- 1989 – Casablanca